# Asparn an der Zaya

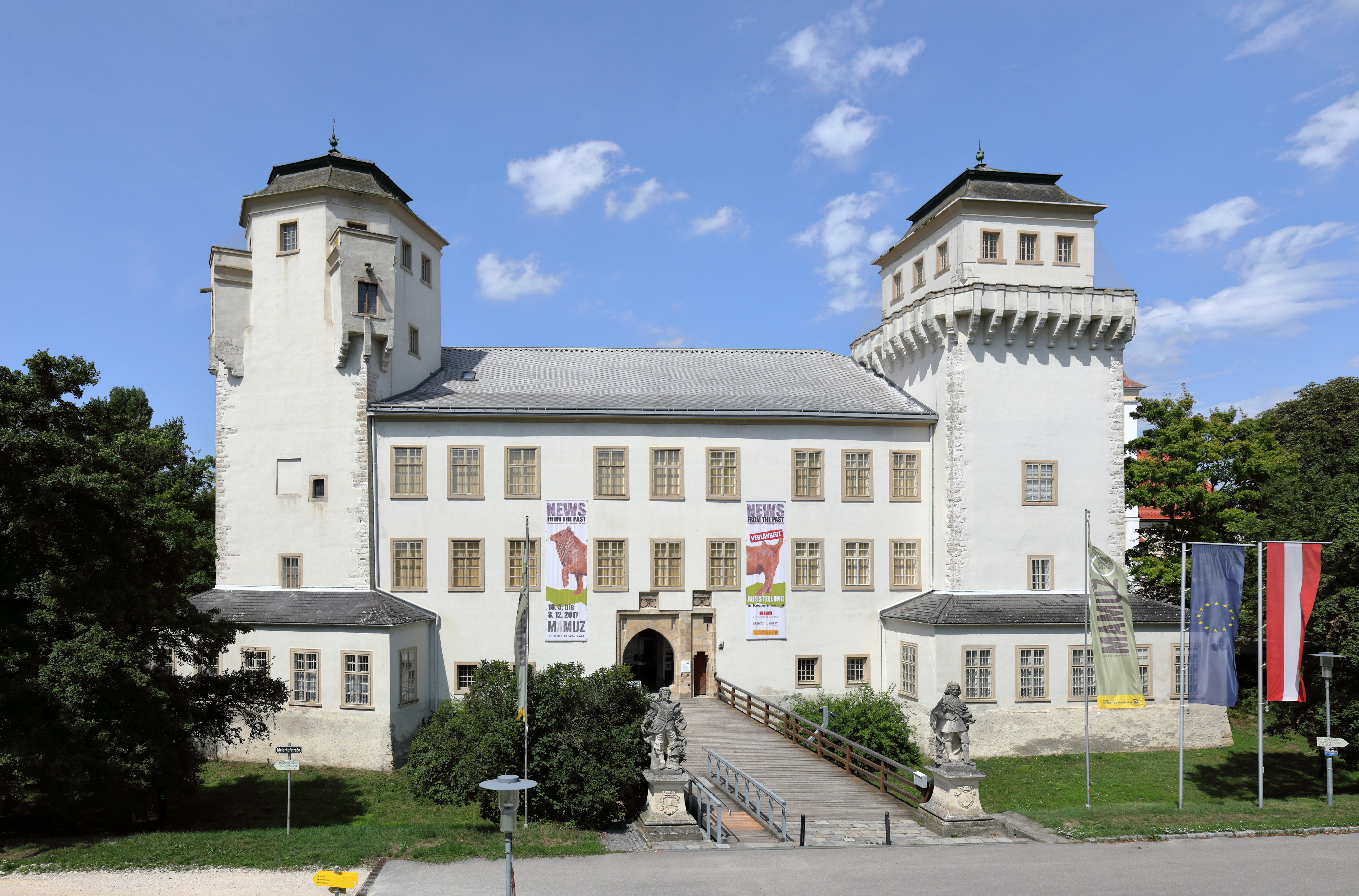
Slottet Asparn.

Asparn an der Zaya är en köpingskommun i det österrikiska förbundslandet Niederösterreich. Kommunen är belägen i Zayadalen, 8 kilometer väster om distriktshuvudorten Mistelbach.
Kommunen består av fem orter (Ortschaften) (inom parentes invånarantal 1 januari 2024):
- Altmanns (117)
- Asparn an der Zaya (1 090)
- Michelstetten (219)
- Olgersdorf (253)
- Schletz (242)

## Historia
Asparn an der Zaya omnämndes för första gången 1108. Redan under medeltiden blev Asparn köping och på 1300-talet byggdes ringmuren. Under de osmanska krigen och det trettioåriga kriget drabbades orten svårt.
I början på 1600-talet köptes Asparn av greven av Breuner som lät bygga slottet och grundade ett kloster.

## Museer
- Slottet Asparn, museum för fornhistoria, filial till delstatsmuseet Niederösterreich
- Utgrävningsplatsen Schletz
- Klostret Asparn med Weinlandmuseum
- Skolmuseet Michelstetten